# Municipio de La Harpe
El municipio de La Harpe (en inglés: La Harpe Township) es un municipio ubicado en el condado de Hancock en el estado estadounidense de Illinois. En el año 2010 tenía una población de 1473 habitantes y una densidad poblacional de 15,24 personas por km².

## Geografía
Según la Oficina del Censo de los Estados Unidos, el municipio tiene una superficie total de 96.64 km², de la cual 96,64 km² corresponden a tierra firme y (0 %) 0 km² es agua.

## Demografía
Según el censo de 2010, había 1473 personas residiendo en el municipio de La Harpe. La densidad de población era de 15,24 hab./km². De los 1473 habitantes, el municipio de La Harpe estaba compuesto por el 98,64 % blancos, el 0,27 % eran afroamericanos, el 0,27 % eran amerindios, el 0,07 % eran asiáticos, el 0,07 % eran isleños del Pacífico y el 0,68 % eran de una mezcla de razas. Del total de la población el 0,14 % eran hispanos o latinos de cualquier raza.